# نيناد ماركوفيتش
نيناد ماركوفيتش (بالإسبانية: Nenad Marković)‏ مواليد 6 يونيو 1968 في جمهورية البوسنة والهرسك الاشتراكية، هو لاعب كرة سلة محترف بوسني سابق أصبح مدرباً بدأ مسيرته الاحترافية في سنة 1988. اعتزل اللعب في 2006. درب فريق طرابزون سبور لكرة السلة.

## فرق لعب لها
- جوفينتوت بادالونا
- ليموج سي إس بي
- فالنسيا باسكت

## روابط خارجية
- نيناد ماركوفيتش على موقع الاتحاد الدولي لكرة السلة (الإنجليزية)
- نيناد ماركوفيتش على موقع الدوري الإسباني لكرة السلة (الإسبانية)
- نيناد ماركوفيتش على موقع كرة السلة الأوروبية.كوم (الإنجليزية)
- نيناد ماركوفيتش على موقع بروبوليرز (الإنجليزية)
- نيناد ماركوفيتش على موقع سبورتس رفرنس (الإنجليزية)